# Arachnis zuni
Arachnis zuni là một loài bướm đêm thuộc phân họ Arctiinae, họ Erebidae.